# أرتيوم بروخوروف
أرتيوم بروخوروف هو لاعب كرة قدم روسي في مركز الهجوم، ولد في 10 مايو 1989. لعب مع سليوت بيلغورود ‏.

## وصلات خارجية
- أرتيوم بروخوروف على موقع قاعدة بيانات كرة القدم.إي يو (الإنجليزية)
- أرتيوم بروخوروف على موقع Soccerway.com (الإنجليزية)